# جورج جي. بينغهام
جورج جي. بينغهام (بالإنجليزية: George G. Bingham)‏ هو محامي وقاضي أمريكي، ولد في 25 نوفمبر 1855 في وست سالم في الولايات المتحدة، وتوفي في 4 أكتوبر 1924 في بورتلاند في الولايات المتحدة.